# Netzwerk Mittelschule Markt Allhau
Die Netzwerk Mittelschule Markt Allhau ist eine Mittelschule in Markt Allhau.

## Pädagogische Arbeit, Ausstattung und Angebote
Die Netzwerk Mittelschule Markt Allhau hat 12 Klassen der 5 bis 8 Schulstufe mit 250 Schülern. (Stand: 2014/15)
Im Jahr 2009 war die Schule für den Österreichischen Schulpreis nominiert.
Im Jahr 2016 wurde die Schule mit dem Österreichischen Schulpreis in der Kategorie Innovative Lernsettings ausgezeichnet.